# Campeonato Asiático de Handebol Feminino de 1989
O Campeonato Asiático de Handebol Feminino de 1989 foi a segunda edição do principal campeonato de andebol (português europeu) ou handebol (português brasileiro) feminino do continente asiático. A China foi o país sede e os jogos ocorreram na cidade de Pequim.
A Coreia do Sul foi campeã pela primeira vez, com a China segundo e o Japão terceiro.